# Протезы женской груди

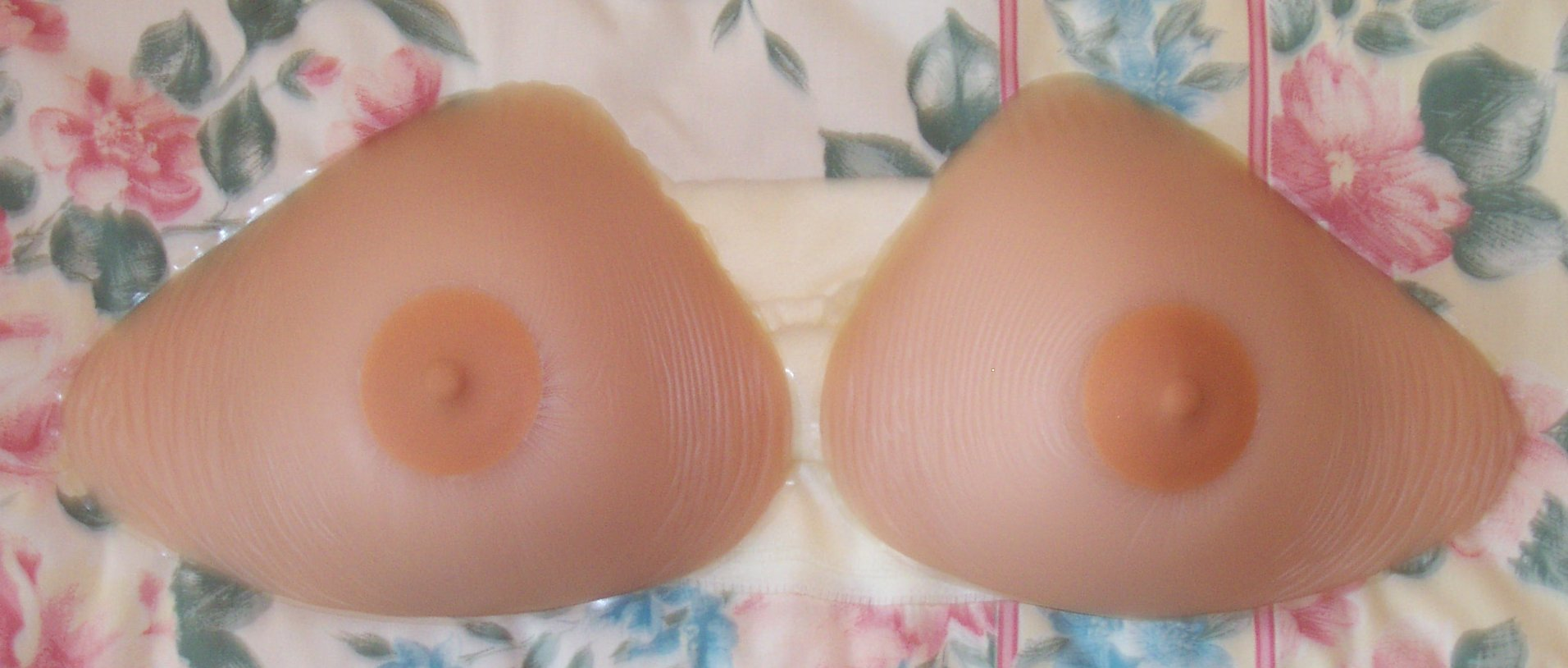
Экзопротезы с косметическим эффектом имитирующие внешний вид грудей

Одним из главных показаний к использованию протезов молочной железы у женщин, является состояние после проведенной мастэктомии.

## Виды протезирования женской груди

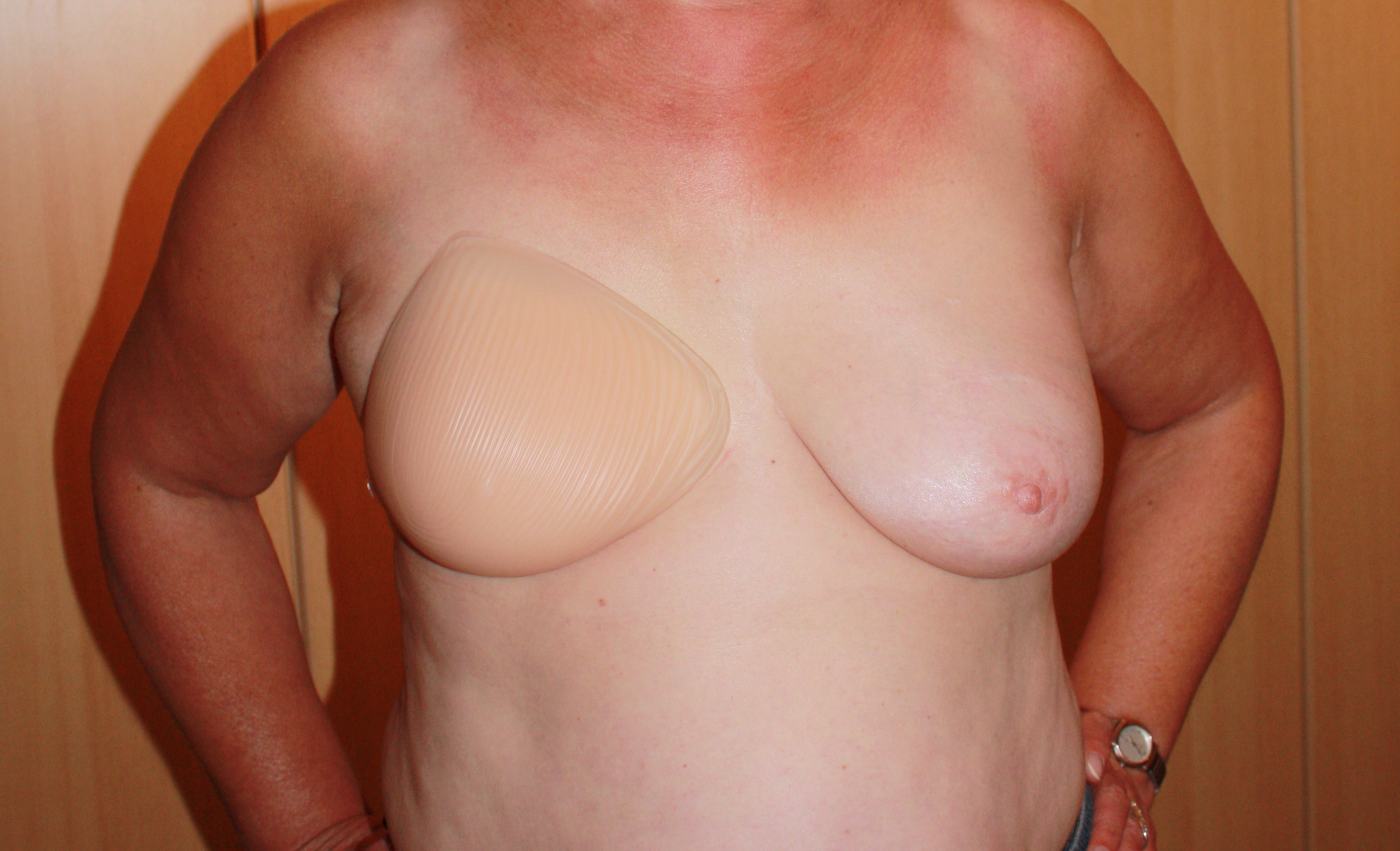
Самоклеющийся протез установленный вместо удалённой правой груди

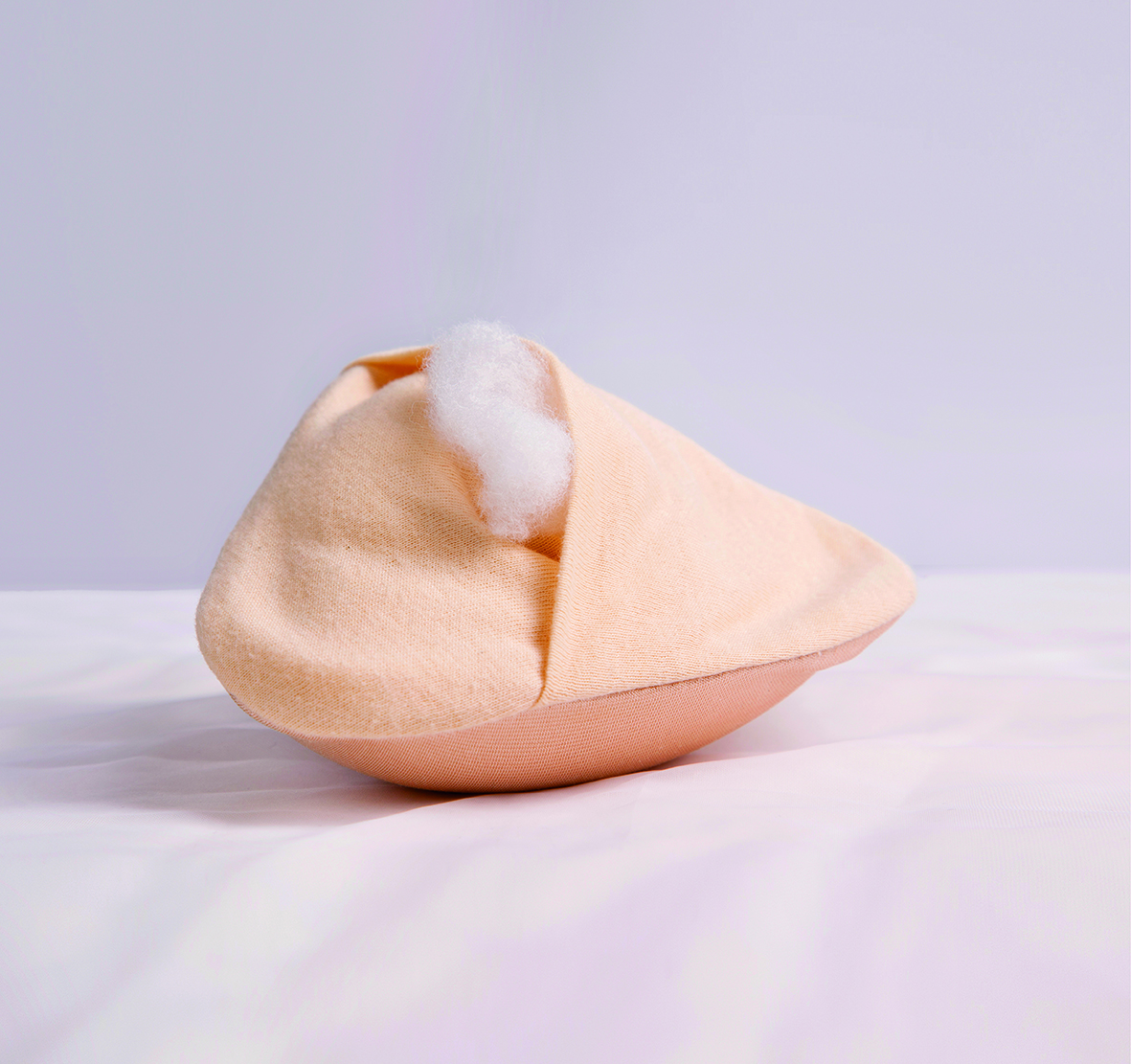
Ватно-глицериновые протезы вставляемые в бюстгальтер для придания объёма вместо отсутствующей груди, частично вскрыта тыльная сторона

Существует два основных вида протезирования молочной железы: эндопротезирование и экзопротезирование.
Эндопротезирование выполняется с целью реконструкции утраченного органа, сразу после мастэктомии или с некоторой отсрочкой. Материалом для изготовления эндопротезов могут служить как искусственно синтезированные материалы (транс- или аллопластика грудными имплантами), так и собственные ткани пациента (аутопластика). Такие протезы заполнены силиконовым гелем или физиологическим раствором, они имеют многослойные барьерные оболочки, которые отвечают за предупреждение разрыва имплантатов и выхода геля в окружающие ткани.
Экзопротезы — это искусственные внешние имитаторы молочной железы. Основным материалом для изготовления таких протезов служит силиконовый гель, заключенный в полиуретановую оболочку. Эволюция текстурированных имплантатов началась с имплантатов с полиуретановым покрытием. В дальнейшем они ушли с рынка из-за теоретических опасений канцерогенного превращения покрытия. В одном исследовании сообщалось, что частота капсулярной контрактуры после имплантации устройств с полиуретановым покрытием через 6–10 лет после имплантации составляет почти 60%.
Современные протезы также производят и без использования полиуретановой пленки. Они производятся из 100% медицинского силикона и имеют конструкцию сот, что позволяет грудному протезу «дышать». Эта технология обеспечивает постоянное охлаждение протеза и не дает ему нагреваться во время ношения. Отсутствие оболочки у протеза полностью устраняет парниковый эффект и это сохраняет женское белье сухим. По форме протезы можно подразделить на округлые и каплевидные, симметричные и асимметричные, секторальные. Асимметричные протезы содержат дополнительную часть силикона, ответственную за восполнение дефекта удаленных тканей грудной стенки и подмышечной области, которые образуются после радикальной и обширной мастэктомии. Секторальные протезы представлены в виде силиконовой накладки, которые используются после органосохраняющих операциях на молочной железе.
Имплантаты из силиконового геля можно дополнительно классифицировать по степени и вязкости гелевого наполнения и взаимодействия геля с оболочкой. 